# Tajgonos (przylądek)
Tajgonos (ros. мыс Тaйгонос) - górzysty przylądek w Rosji; stanowi południowy kraniec półwyspu Tajgonos.
Leży w obwodzie magadańskim nad Zatoką Szelichowa Morza Ochockiego i Kraju Kamczackim.